# Collectybles
Albums de Lynyrd Skynyrd
All Time Greatest Hits
(2000) Vicious Cycle
(2003)
Collectybles est un album de compilation du groupe de rock sudiste, Lynyrd Skynyrd. Il est sorti sous forme de double compact disc le 21 novembre 2000 sur le label MCA Records. L'intérêt majeur de cette compilation est qu'elle regroupe des titres rares, des titres jamais parus sur les albums du groupe et des versions "live" inédites.

## Contenu

### Cd 1
- Les titres 2 et 3 ont été enregistrés en 1968 aux Norm Vincent studios de Jacksonville pour le compte de Shade Tree Recordings. Ils ont été produits par Jim Sutton et Tom Markham et sont sortis en un single (face A & B) alors que le groupe s'appelait Lynard Skynard[1].

- Les titres 1, 4 et 5 ont été enregistrés en 1968 aux Norm Vincent studios de Jacksonville en 1970 pour le compte de Shade Tree Recordings et ont été produits par Jim Sutton et Tom Markham. La chanson Free Bird qui deviendra un hymne, notamment en concert, fait ici sa première apparition sous forme de démo.

- Les titres 6 et 7 ont été enregistrés aux Quinvy Recording Studios de Sheffield en Alabama en octobre 1970 et ont été produits par David Johnson et Quin Ivy.

- Le titre Memphis a été enregistré au Record Plant Studios de Los Angeles pendant les sessions de l'album Second Helping. Produit par Al Kooper, il ne sera pas inclus dans l'album.

- Le reste du premier Cd est issu d'un concert que le groupe donna à Memphis, le 30 octobre 1973, dans les studios Ardent pour le compte de la radio locale WMC-FM. Produit par Al Kooper, on y trouve les premières versions de trois chansons, Sweet Home Alabama, Working for MCA et Call Me the Breeze, qui figureront en 1974 sur l'album Second Helping. La chanson Woman of Mine est inédite et ne figure sur aucun album du groupe.

### CD 2
- Pour ouvrir le deuxième CD, on trouve les versions complètes de Michelle et Need My Friends enregistrées aux Quinvy Recording Studios de Sheffield en Alabama en octobre 1970 et produites par David Johnson et Quin Ivy.

- Les titres 3, 4, 5, 6, 9, 10 et 12 ont été enregistrés au "Fabulous Fox Theater" d' Atlanta en Géorgie. le 7 juillet 1976 (titres 3, 5, 6 & 9), le 8 juillet 1976 (Crossroads) et 9 juillet 1976 (titres 4 et 12). Ces titres ont été produits par Tom Dowd et sont des versions différentes de ceux qui figurent sur l'album One More from the Road.

- Les titres 7 & 8 sont des versions alternatives de ceux qui figurent sur l'album Street Survivors paru en 1977 et produit par Tom Dowd.

- Jacksonville Kid a été enregistré en août 1977 au Studio One de Doraville en Géorgie. Il s'agit d'une chanson de Merle Haggard, Honky Tonk Night Time Man dans laquelle Ronnie Van Zant remplaça les paroles par de nouvelles qu'il avait écrites lui-même. C'est certainement la dernière chanson qu'il enregistra, il décèdera le 30 octobre lors du crash de l'avion qui emmenait le groupe pour un concert à Baton Rouge en Louisiane.

## Liste des titres
CD 1
| No  | Titre                      | Auteur                             | Provenance                    | Durée |
| --- | -------------------------- | ---------------------------------- | ----------------------------- | ----- |
| 1.  | Free Bird                  | Ronnie Van Zant, Allen Collins     | Shade Tree Recordings, 1970   | 7:29  |
| 2.  | Need All My Friends        | Van Zant, Collins                  | Shade Tree Recordings, 1968   | 3:18  |
| 3.  | Michelle                   | Van Zant, Collins                  | Shade Tree Recordings, 1968   | 2:57  |
| 4.  | If I'm Wrong               | Van Zant, Collins, Gary Rossington | Shade Tree Recordings, 1970   | 5:29  |
| 5.  | No One Can Take Your Place | Van Zant, Collins, Rossington      | Shade Tree Recordings, 1970   | 5:25  |
| 6.  | Hide Your Face             | Van Zant, Rossington               | Quinvy Recordings, 1970       | 2:59  |
| 7.  | Bad Boy Blues              | Van Zant, Rossington               | Quinvy Recordings, 1970       | 7:48  |
| 8.  | Memphis                    | Van Zant, Ed King, Rossington      | Second Helping Outtakes, 1974 | 3:21  |
| 9.  | I Ain't the One            | Van Zant, Rossington               | Live at WMC-FM, 1973          | 4:00  |
| 10. | Call Me the Breeze         | J.J. Cale                          | Live at WMC-FM, 1973          | 5:50  |
| 11. | Sweet Home Alabama         | Van Zant, King, Rossington         | Live at WMC-FM, 1973          | 4:55  |
| 12. | Woman of Mine              | Van Zant, Leon Wilkeson            | Live at WMC-FM, 1973          | 6:33  |
| 13. | Workin' for MCA            | Van Zant, King                     | Live at WMC-FM, 1973          | 5:06  |
| 14. | Free Bird                  | Van Zant, Collins                  | Live at WMC-FM, 1973          | 10:35 |

Cd 2
| No  | Titre                                    | Auteur                       | Provenance                      | Durée |
| --- | ---------------------------------------- | ---------------------------- | ------------------------------- | ----- |
| 1.  | Need All My Friends (version complète)   | Van Zant, Collins            | Quinvy Recordings, 1970         | 5:11  |
| 2.  | Michelle (version complète)              | Van Zant, Collins            | Quinvy Recordings, 1970         | 5:43  |
| 3.  | Saturday Night Special                   | Van Zant, King               | Live at the Fox Theatre, 1976   | 6:50  |
| 4.  | Whiskey Rock-a-Roller                    | Van Zant, King, Billy Powell | Live at the Fox Theatre, 1976   | 4:26  |
| 5.  | Gimme Three Steps                        | Van Zant, Collins            | Live at the Fox Theatre, 1976   | 4:42  |
| 6.  | Call Me the Breeze                       | JJ Cale                      | Live at the Fox Theatre, 1976   | 5:45  |
| 7.  | I Never Dreamed (version alternative)    | Van Zant, Steve Gaines       | Street Survivors Outtakes, 1977 | 4:55  |
| 8.  | You Got That Right (version alternative) | Van Zant, Gaines             | Street Survivors Outtakes, 1977 | 3:27  |
| 9.  | T for Texas                              | Jimmie Rodgers               | Live at the Fox Theatre, 1976   | 10:15 |
| 10. | Crossroads                               | Robert Johnson               | Live at the Fox Theatre, 1976   | 4:00  |
| 11. | Jacksonville Kid                         | Merle Haggard, Van Zant      | Street Survivors Outtakes, 1977 | 4:06  |
| 12. | Free Bird                                | Van Zant, Collins            | Live at the Fox Theatre, 1976   | 14:58 |

## Musiciens
- Ronnie Van Zant: chant sur tous les titres
- Allen Collins: guitares sur tous les titres sauf Memphis
- Gary Rossington: guitares sur tous les titres
- Ed King: guitares sur les titres: CD 1 (9, 10, 11, 12, 13 & 14)
- Steve Gaines: guitares sur les titres: CD 2 (3 à 12)
- Larry Junstrom: basse sur les titres: CD 1 (1, 2, 3, 4, 5, 6 & 7), CD 2 (1 & 2)
- Leon Wilkeson: basse sur les titres: CD 1 (8 à 14), CD 2 (2 à 12)
- Billy Powell: piano, claviers sur les titres: CD 1 (9 à 14), CD 2 (2 à 12)
- Bob Burns: batterie, percussion sur les titres CD 1 (tous), CD 2 (1 & 2)
- Artimus Pyle: batterie, percussions sur les titres: CD 2 (3 à 12)

Avec
- The Honkettes (Jo Billingsley, Cassie Gaines, Leslie Hawkins): chœurs sur Whiskey Rock-A-Roller
- Barry Harwood: dobro sur Jacksonville Kid